# شب‌نشینی‌های تست
شب‌نشینی‌های تست (به فرانسوی: La Soirée avec monsieur Teste) نام یک کتاب ادبی است که توسط پل والری، نویسندهٔ اهل فرانسه نوشته شده‌است.